# Outeniqua Choo Tjoe
Outeniqua Choo Tjoe var det sidste bevarede passagerdamptog i drift i Afrika. Indtil linjens lukning i 2009 var der afgange seks dage om ugen.
Jernbanen blev færdigbygget i 1928 og forbandt byerne George og Knysna i Western Cape-provinsen i Sydafrika, en strækning på 67 km.  Turen tog tre timer, og toget standsede undervejs i Wilderness, Goukamma og Sedgefield. Sporet følger kysten (her kaldet Garden Route) og ender med en bro over lagunen i Knysna. 
Outeniqua Choo Tjoe havde, da den i 1992 officielt blev erklæret bevaringsværdig, omkring 40.000 passagerer om året. Ti år senere var tallet på 115.000, hvoraf 70% var udenlandske turister.

## Genåbning
Outeniqua Choo Tjoe genåbnede som veterantog i 2010, men på den mindre krævende strækning fra George til Mossel Bay.